# Renaud Letang
Pour les articles homonymes, voir Letang.
Renaud Letang, né en janvier 1970 à Téhéran en Iran, est un réalisateur français de disques. Il est connu pour son travail avec Manu Chao, Feist, Émilie Simon, Clémence Lhomme, Chilly Gonzales, Alain Souchon ou Mathieu Boogaerts.

## Biographie
Fils d'un ingénieur, il vit dans plusieurs pays étant enfant. Il travaille d'abord avec Phil Ramone sur des musiques de publicités et de films. Pendant toutes les années 1990, il sera l'ingénieur du son façades des grands shows de Jean-Michel Jarre.
Il se met free-lance dans le Studio B des Studios Ferber (20e arrondissement de Paris), depuis le début des années 1990 et l'album C'est déjà ça d’Alain Souchon. Il gagne en 1996, la Victoire de la musique du son pour Défoule sentimentale.
Il travaille aussi bien avec le numérique qu'avec l'analogique.
Depuis 2002, il réalise souvent avec l'aide de Gonzales.

## Albums réalisés
- 1993 : Alain Souchon, C'est déjà ça
- 1995 : Alain Souchon, Défoule sentimentale
- 1995 : Stéphane Malca, Next to you
- 1995 : The Silencers, So be it
- 1996 : Aston Villa, Aston Villa
- 1996 : Mathieu Boogaerts, Super
- 1997 : Malka Family, Fotoukonkass
- 1998 : Prudence, Prudence
- 1998 : Manu Chao, Clandestino
- 1999 : Idir, Identités (chanson A Tulawin avec Manu Chao)
- 2000 : Sergent Garcia, Un poquito quema'o
- 2000 : Claude Nougaro, Embarquement Immédiat
- 2000 : Alain Souchon, Au ras des pâquerettes
- 2001 : Claude Nougaro, Live au théâtre des Champs-Elysées
- 2001 : Jean-Louis Aubert, Comme un accord
- 2001 : Alain Souchon, Collections (nouveaux titres)
- 2001 : Manu Chao, Próxima Estación: Esperanza
- 2001 : Susheela Raman, Salt Rain
- 2001 : Tété, L'Air de rien
- 2002 : Mathieu Boogaerts, 2000
- 2002 : Gonzales, Presidential Suite III
- 2002 : Katerine, Huitième Ciel
- 2002 : Alain Souchon, J'veux du live
- 2002 : Manu Chao, Radio Bemba Sound System
- 2002 : Ginger Ale, Laid Back Galerie
- 2003 : Dani, Tout dépend du contexte
- 2003 : Peaches, Fatherfucker
- 2003 : Gonzales, Z
- 2003 : Albin de la Simone, Albin de la Simone
- 2003 : Renaud, Tournée d'enfer
- 2003 : Cuban Rap Ligas
- 2003 : Susheela Raman, Love Trap
- 2003 : La Rumeur, L'Ombre sur la mesure
- 2004 : Seu Jorge, Cru
- 2004 : Feist, Let It Die
- 2004 : Mocky, Are + Be
- 2004 : Bernard Lavilliers, Carnet de bord
- 2004 : Jane Birkin, Rendez-vous (avec Gonzales)
- 2004 : Kissogram, The Secret Life of Captain Farber
- 2004 : La Rumeur, Regain de Tension
- 2005 : Amadou & Mariam, Beaux Dimanches single
- 2005 : Katerine, Robots après tout (avec Gonzales)
- 2005 : Jamie Lidell, Multiply
- 2005 : Mathieu Boogaerts, Michel
- 2005 : Albin de la Simone, Je vais changer
- 2005 : Juliette, Mutatis Mutandis
- 2005 : Feist, Open Season
- 2006 : Mocky, Navy Brown Blues
- 2006 : Jean-Louis Aubert, Idéal standard
- 2006 : Eddy Mitchell, Jambalaya
- 2006 : Jane Birkin, Fictions
- 2006 : Rocé, Identités en crescendo
- 2006 : Abd al Malik, Gibraltar
- 2007 : Feist, The Reminder
- 2007 : Micky Green, White T-Shirt
- 2007 : Teki Latex, Party de Plaisir
- 2007 : Beni Snassen, Spleen et idéal
- 2008: Les Vedettes, Album Numéro 1
- 2008 : Alain Souchon, Écoutez d'où ma peine vient
- 2008 : F.M. A Dream Or Two
- 2009 : Arielle Dombasle, Glamour à mort
- 2009 : Emilie Simon, The Big Machine
- 2010 : Josh Weller, untitled album project
- 2011 : Saul Williams, Volcanic Sunlight
- 2012 : Bebe, Un pokito de Rocanrol
- 2012 : Naive New Beaters, "La Onda"
- 2013 : Oxmo Puccino, Roi Sans Carosse
- 2017 : Souchon dans l'air, album hommage à Alain Souchon.
- 2017 : Feist, Pleasure
- 2017 : Stupeflip, Stup Virus
- 2017 : Jarvis Cocker, Chilly Gonzales, Room 29
- 2017 : Infinite Bisous, 'w/ love'
- 2021 : L’impératrice, Tako Tsubo
- 2022 : Malik Djoudi, Troie
- 2022: Jeanne Added, By Your Side